# Uran Islampur
Uran Islampur é uma cidade  no distrito de Sangli, no estado indiano de Maharashtra.

## Demografia
Segundo o censo de 2001, Uran Islampur tinha uma população de 58,330 habitantes. Os indivíduos do sexo masculino constituem 52% da população e os do sexo feminino 48%. Uran Islampur tem uma taxa de literacia de 75%, superior à média nacional de 59.5%: a literacia no sexo masculino é de 80% e no sexo feminino é de 69%. Em Uran Islampur, 12% da população está abaixo dos 6 anos de idade.